# Tawfiq Canaan
Pour les articles homonymes, voir Canaan.
Tawfiq Canaan (arabe : توفيق كنعان), né le 24 septembre 1882 à Beit Jala et mort le 15 janvier 1964 à Jérusalem, est un médecin et un pionnier dans le domaine de la médecine en Palestine. Il est également connue pour être l'un des principaux chercheurs de l'héritage populaire palestinien.

## Biographie
Tawfiq Canaan naît le 24 septembre 1882 dans une famille chrétienne de confession luthérienne.
Cannaan est, durant le mandat britannique sur la Palestine, le premier Président de l'Association médicale de la Palestine arabe créée en 1944. Il est ainsi l'auteur de plus de 37 études dans sa carrière médicale centrée sur la médecine tropicale et la microbiologie. Contribuant à la recherche qui a conduit à la découverte d'un remède contre le paludisme, les autres thèmes abordés dans ses études de médecine comprennent la lèpre, la tuberculose et les conditions de santé en Palestine.
L'intérêt de Canaan pour le folklore palestinien, les croyances populaires et les superstitions et l'a conduit à collectionner de plus de 1 400 amulettes, désormais propriété de l'université de Bir Zeit à Ramallah. Il a publié des analyses de ces traditions populaires et d'autres l'ont amené la reconnaissance comme un ethnographe et anthropologue. Membre de la Palestine Oriental Society et l'American School for Oriental Research, Canaan a publié un certain nombre de livres et de plus de cinquante articles en anglais et en allemand sur le folklore et les superstitions qui ont servi comme ressources précieuses pour les chercheurs modernes s'intéressant au Moyen-Orient.
Nationaliste palestinien reconnu, Canaan a écrit deux livres sur le problème palestinien, ce qui reflète son engagement face à l'impérialisme britannique et le sionisme. Il est arrêté par les autorités britanniques en 1939. Sa maison et sa clinique à Jérusalem sont pillées au cours de la guerre israélo-arabe de 1948-1949.
Canaan est devenu le directeur de l'hôpital Augusta Victoria sur le Mont des Oliviers, où il a vécu avec sa famille jusqu'à sa mort le 15 janvier 1964.
La collection d'objets récoltés par Tawfiq Canaan, sauvée du pillage pendant la Nakba, est exposée au musée de l'Université de Beir Zeit en Cisjordanie.